# Erpodium mangiferae
Erpodium mangiferae är en bladmossart som beskrevs av C. Müller 1873. Erpodium mangiferae ingår i släktet Erpodium och familjen Erpodiaceae. Inga underarter finns listade i Catalogue of Life.